# Université d'État du Montana
Ne doit pas être confondu avec Université du Montana ou University of Montana Western.
L'université d'État du Montana (en anglais : Montana State University ou MSU) est une université américaine située à Bozeman dans le Montana.

## Source
- (en) Cet article est partiellement ou en totalité issu de l’article de Wikipédia en anglais intitulé « Montana State University » (voir la liste des auteurs).